# D River
D-River — rzeka w Stanach Zjednoczonych w stanie Oregon, uznawana za najkrótszą rzekę na świecie. Wypływa z jeziora Devil's Lake i płynie przez około 37 m, uchodząc do Oceanu Spokojnego. Jej dokładna długość zależy od pływów oceanicznych. Praktycznie cała D-River znajduje się na terenie miasta Lincoln, a wokół niej jest park stanowy.
Rzeka Roe jest niewiele dłuższa od D-River, ale wobec częstych wahań poziomu wód, ich długości się zmieniają i nie można jednoznacznie wskazać na rzekę krótszą. Księga rekordów Guinnessa z 2006 nie podaje najkrótszej rzeki.
Istnieje jeszcze krótsza rzeka od D River - Reprua, której długość wynosi tylko 18 metrów.